# Czerniawska Kopa
Czerniawska Kopa (do 1945 niem. Dresslerberg, 776 m n.p.m.) – szczyt  w południowo-zachodniej Polsce w Sudetach Zachodnich w Górach Izerskich. 
Wzniesienie położone jest w Sudetach Zachodnich, w zachodniej części Gór Izerskich, w północnej części Wysokiego Grzbietu. Leży w bocznym ramieniu, odchodzącym od Smreka ku północy (NNE), między wzniesieniem Mała Góra po zachodniej stronie a Opaleniec po południowo - wschodniej stronie, około 3,2 km na zachód od centrum Świeradowa-Zdroju.
Wzniesienie od zachodu oddziela dolina Łużycy a od wschodu dolina Czarnego Potoku.
Masyw Czerniawskiej Kopy zbudowany jest ze skał metamorficznych należących do bloku karkonosko-izerskiego, głównie różnych odmian gnejsów.
Na wschód od Czerniawskiej Kopy, w głębokiej dolinie Czarnego Potoku oraz na północ od niej, leży Czerniawa-Zdrój. Przez szczyt prowadzi  zielony szlak turystyczny Pobiedna – Gryfów Śląski.
W miejscu, w którym znajdowała się dawna wieża widokowa, współcześnie postawiono z drewna modrzewiowego nowy obiekt tego typu o wysokości 15 metrów, z dwoma tarasami widokowymi mieszczącymi około 20 osób.